# Edward Zwick
Edward Zwick (født 8. oktober 1952) i Chicago, Illinois) er en amerikansk filminstruktør og -producer samt manuskriptforfatter, der bl.a. har stået bag store Hollywoodproduktioner som Glory, Traffic og The Last Samurai. I 1999 blev Zwick belønnet med en Oscar for bedste film for Shakespeare in Love.

## Priser og nomineringer
Zwick har modtaget flere store filmpriser, bl.a. en Oscar for bedste film, to Emmy Awards og to Writers Guild of America Award, samt en BAFTA Award. Derudover har han modtaget endnu en Oscarnominering, samt to Golden Globenomineringer.

## Udvalgt filmografi
- Ærens mark (1989), instruktør
- Legendernes tid (1994), instruktør og producer
- Belejringen (1998), instruktør, producer og manuskriptforfatter
- Shakespeare in Love (1998), producer
- Traffic (2000), producer
- The Last Samurai (2003), instruktør, producer og manuskriptforfatter
- Blood Diamond (2006), instruktør og producer
- Defiance (2008), instruktør og producer
- Love and Other Drugs (2010), instruktør
- Pawn Sacrifice (2014), instruktør